# Stachyridopsis rufifrons
El timalí frentirrufo (Stachyridopsis rufifrons) es una especie de ave paseriforme de la familia Timaliidae propia del sur de Asia. 

## Descripción
El timalí frentirrufo mide alrededor de 12 cm de largo. Sus partes superiores son de color pardo oliváceo, salvo su píleo que es de color rojizo, mientras que las partes inferiores son de color ocre. Los juveniles tienen el píleo y las partes inferiores de tonos más apagados.

## Distribución y hábitat
Ocupa gran parte del sudeste asiático y el este del subcontinente indio. Se extiende desde los Ghats orientales por el oeste, hasta Indochina y Borneo por el este, y Sumatra por el sur. Se distribuye por la India, Bangladés, Bután, Birmania, sur de China, el oeste de Indonesia, Laos, Malasia, Tailandia y Vietnam. Sus hábitats naturales son los bosques húmedos tropicales y subtropicales, los herbazales y matorrales de bambú hasta los 2.100 metros de altitud.